# البرت ژالند
آلبرت برات ژالند زاده ۱۱ فوریه ۲۰۰۴ بازیکن فوتبال نروژی نوجوان است که برای باشگاه فوتبال مولده بازی می‌کند.

## باشگاه‌ها
آلبرت ژالند از تیم برینا، جدا شد جایی که از زیر ۱۳ سال تا زیر ۱۹ سال بازی کرد.
او اولین بازی خود را در دسته سوم نروژ با برین ۲ در ۱۹ اکتبر ۲۰۱۹ انجام داد و در شکست خانگی ۷–۲ مقابل وایکینگ ۲ به عنوان بازیکن تعویضی به میدان رفت.
او با تأثیرگذاری روی تعداد گلهای خود در رده‌های جوانان، چندین بار با تیم اصلی تمرین کرد و سرانجام اولین بازی خود را با آنها در ۲ مارس ۲۰۲۰ در یک بازی دوستانه برابر اگرساند انجام داد.
او در تابستان ۲۰۲۰ به مولده منتقل شد که در ۴۸ بازی با جوانان برین در مجموع ۶۹ گل به ثمر رساند.